# キャプテン・プードル
『キャプテン・プードル』（原題：100% Wolf）は、2020年に公開されたオーストラリアのアニメーション映画である。監督はアレックス・シュターダーマンが務めた。

## ストーリー
ある夜、街を守る狼男一族のリーダーであるフラッシュハートが、崖から転落し、死んでしてしまう。父の遺志を継いだ息子のフレディ・ルパンは、狼化の儀式の日である14歳の誕生日を迎えた。周囲からの期待が高まる中、立派な狼に変身しようとするも、可愛いプードルになってしまった。

## キャスト
括弧内は日本語吹き替え版の声優。
- フレディ・ルパン - イライ・スウィンデルズ（宮瀬尚也）
- マトン夫人 - マグダ・ズバンスキー
- バッティ - サマラ・ウィーヴィング（熊谷海麗）
- ホッツパー - ルパート・ディガス（英語版）（菊池通武）
- フラッシュハート - ジェイ・コートニー（長谷川俊介）
- フォックスウェル・クリップ - リス・ダービー（裕樹）